# Dalekohled E152
Dalekohled E152 (dříve označovaný jako ESO 1.52-metre telescope) je dalekohled patřící Evropské jižní observatoři umístěný na observatoři La Sila v Chile. Dalekohled byl v letech 2020 až 2022 zmodernizován a v roce 2024 k němu byl připojen spektrograf PLATOspec, který bude prověřovat potenciální exoplanety detekované sondou PLATO.

## Historie
Dalekohled byl postaven francouzskou firmou REOSC v roce 1968 jako jeden z prvních dalekohledů na La Silla. V době výstavby této observatoře zde bylo i množství kanceláří nebo i optická laboratoř. Zpočátku se s ním přímo pozorovalo a fotografovalo, ale postupně se přešlo na pořizování spekter a až do roku 1994 byl zde využíván spektrograf The Fiber-fed Extended Range Optical Spectrograph (FEROS). V roce 2003 se pak přestal dalekohled používat.

### Rekonstrukce
Při přípravě sondy PLATO a jejího programu bylo v roce 2019 rozhodnuto o rekonstrukci dalekohledu a o jeho vybavení moderním spektrografem PLATOspec.
Dalekohled byl zrekonstruován českou firmou ProjectSoft HK Zdeňka Bardona. Většina mechanických součástí vyžadovala opravu – ty náročnější byly provedeny v Česku. K dalekohledu byla instalována nová čidla, motory a zcela nový řídící system, byla vyměněna elektrická instalace. Technici observatoře La Silla zrekonstruovali kupoli.
Dalekohled je nyní možné ovládat na dálku. V astronomickém ústavu v Ondřejově k tomu bylo vybudováno specializované pracoviště.

## Parametry
Dalekohled s průměrem zrcadla 1,52 metru je instalován na anglické dvoupilířové montáži. Mohl pracovat v optické konfiguraci Cassegrain (f/14.9) nebo Coudé (f/31). Ohnisko Coudé bylo zrušeno a spektrografy byly umístěny v cassegrainově ohnisku. Nově byly spektrografy přesunuty do samostatné místnosti pod dalekohledem a obraz je k nim veden optickým vláknem.
Dalekohled E152 je dvojčetem dalekohledu umístěného na francouzské Observatoři v Haute-Provence.